# Каранг
Каранг[усталений термін?] (Caranx) — рід тропічних до субтропічних морських риб в родині Ставридові (Carangidae). Вони середнього і великого розміру. Рід представлений в Тихому, Індійському і Атлантичному океанах. Всі види — хижаки, харчуються різними рибами, ракоподібними і головоногими молюсками, а вони в свою чергу є жертвами великих пелагічних риб і акул. Ці риби використовуються в промисловому і спортивному рибальстві.

## Класифікація

### Види
Перелік видів згідно з сайтом FishBase:
- Caranx bucculentus Alleyne & Macleay, 1877
- Caranx caballus Günther, 1868Caranx ignobilis
- Caranx caninus Günther, 1867
- Caranx crysos Mitchill, 1815

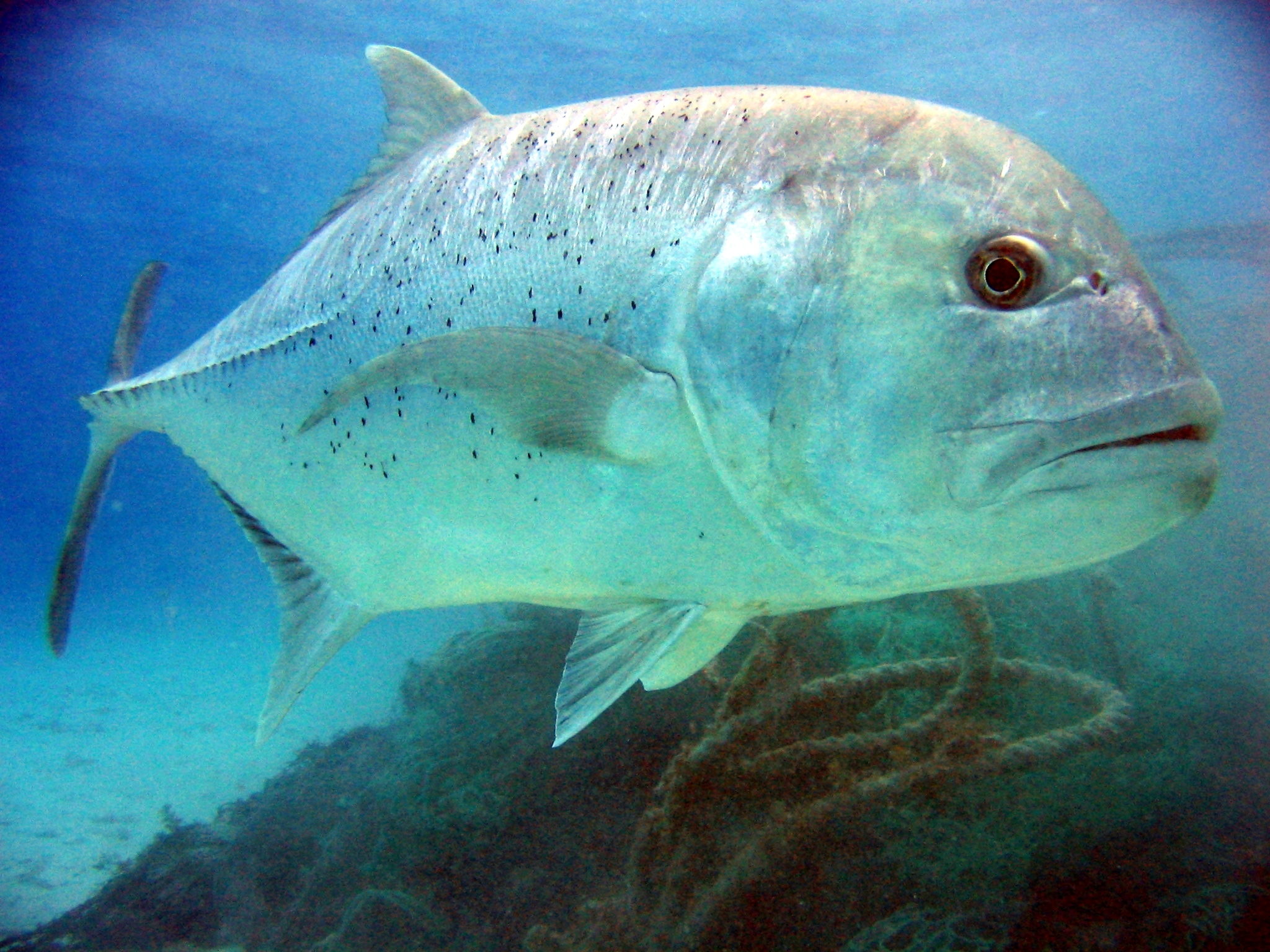
Caranx ignobilis

- Caranx fischeri Smith-Vaniz & Carpenter, 2007
- Caranx heberi Bennett, 1830
- Каранг великий (Caranx hippos) Linnaeus, 1766
- Caranx ignobilis Forsskål, 1775
- Caranx latus Agassiz, 1831
- Caranx lugubris Poey, 1860
- Caranx melampygus Cuvier, 1833
- Caranx papuensis Alleyne & Macleay, 1877
- Caranx rhonchus Geoffroy Saint-Hilaire, 1817
- Caranx sansun Forsskål, 1775
- Caranx senegallus Cuvier, 1833
- Caranx sexfasciatus Quoy & Gaimard, 1825
- Caranx tille Cuvier, 1833
- Caranx vinctus Jordan & Gilbert, 1882